# Anomalía de sobrevuelo

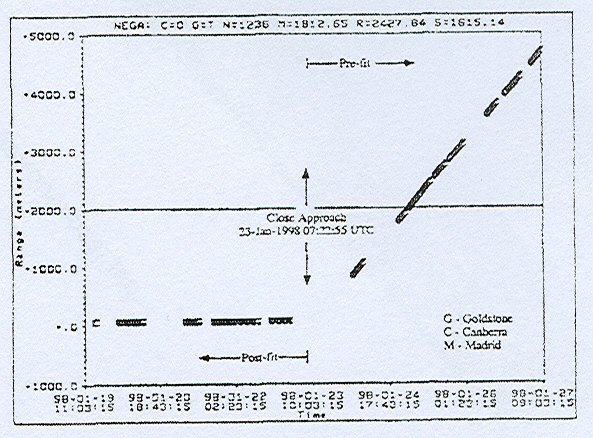
Desplazamiento residual del sobrevuelo de la NEAR.

La anomalía de sobrevuelo es un incremento energético inesperado que se da durante sobrevuelos terrestres de satélites artificiales. Ha sido observada como un desplazamiento Doppler anómalo de las bandas X y S, lo cual se interpreta como un incremento de velocidad de unos pocos mm/s durante el sobrevuelo, en el momento del perigeo. Hasta el momento no se ha encontrado ningún mecanismo que explique este desplazamiento.

## Observaciones
La técnica de asistencia gravitatoria, es decir, la técnica que permite variar la velocidad heliocéntrica de una sonda mediante el intercambio de energía cinética y potencial entre ésta y un planeta, es una herramienta indispensable en la exploración del sistema solar. Ya que el éxito de dicha maniobra depende de una manera crucial de la geometría de la trayectoria, la posición y velocidad de cada sonda es seguida continuamente por la DSN (Deep Space Network o Red del Espacio Profundo).
La anomalía de sobrevuelo fue descubierta poco después del sobrevuelo de la sonda Galileo el 8 de diciembre de 1990, tras una cuidadosa inspección de los datos Doppler obtenidos por la DSN. Se esperaba que los desplazamientos Doppler residuales (los datos observados menos los datos calculados) fueran planos, mientras que el análisis reveló un desplazamiento de 66 mHz, correspondiente a un incremento de velocidad en el perigeo de 3,92 mm/s. El Laboratorio de Propulsión a Chorro (JPL), el Goddard Space Flight Center y la Universidad de Texas investigaron el fenómeno, pero no obtuvieron una respuesta satisfactoria. Sin embargo, no se observó dicha anomalía durante el segundo sobrevuelo de Galileo, en diciembre de 1992, ya que cualquier cambio en la velocidad fue enmascarado por el rozamiento atmosférico, al ser un sobrevuelo bajo, a sólo 303 km de altitud.
El 23 de enero de 1998, la sonda NEAR Shoemaker (Near-Earth Asteroid Rendezvous) experimentó un incremento de velocidad anómalo de 13,46 mm/s tras su encuentro con la Tierra. La Cassini-Huygens ganó aproximadamente 0,11 mm/s en agosto de 1999 y Rosetta sufrió un incremento de velocidad de 1,82 mm/s en marzo de 2005.[cita requerida]